# Can Palet de la Quadra de Vallparadís
Can Palet de la Quadra de Vallparadís, o Can Palet de la Quadra, és una masia del municipi de Terrassa (Vallès Occidental), protegida com a bé cultural d'interès local. Va donar nom al barri de Can Palet, al sud-est de la ciutat.

## Descripció
Es tracta d'una antiga masia molt transformada, amb construccions auxiliars als voltants. Presenta una àmplia zona enjardinada. Tot el conjunt està tancat amb un filat. És situada damunt un petit turó i restà aïllada de la zona industrial i del barri que prengué el nom de la masia.

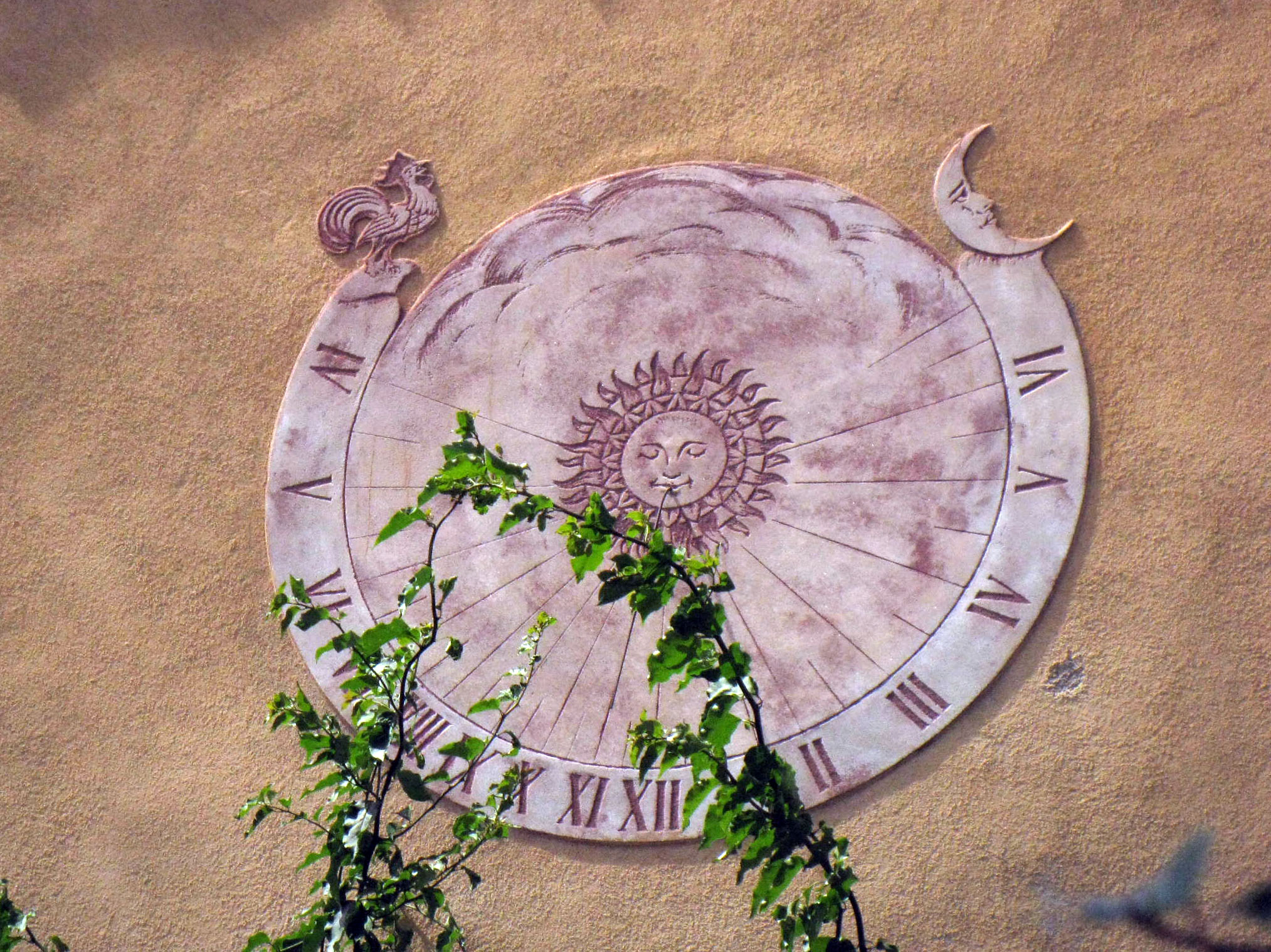
Rellotge de sol

El cos principal presenta planta baixa i pis, amb la façana principal orientada a migdia, amb portal adovellat i rellotge de sol. Les parets són arrebossades. La coberta és a doble vessant, sota la qual es desenvolupen unes àmplies golfes.
Entre les construccions auxiliars destaca una torre d'aigües de factura moderna.

## Història
Originària del segle xiii, està situada més a l'est del barri, fora dels seus límits administratius, dins el polígon industrial de Can Palet. L'apel·latiu «de la Quadra» fa referència a la quadra de Vallparadís, que era on s'aixecava la masia i els seus terrenys.
Actualment allotja un restaurant.